# Кирил Бјелозерски
Свети Кирил Бјелозерски је православни хришћански светитељ. Рођен је и васпитан у Москви, у кући великашкој. 
Пострижен је за монаха тј.замонашен (и тим чином ошишан), у манастиру Симоновом, где се подвизавао и био узор осталим монасима. Да би сакрио своју посебност и важност, правио се јуродом( лудим тј луцидним  Христа ради ,)...
Разговарао је лично са Светим Сергејем Радонежским, и од њега примио многе корисне поуке. И против своје жеље изабран је за игумана тога манастира. Међутим ,он се стално и свесрдно  молио Богородици, да му покаже пут, где би се у безмолвију подвизавао (духовно снажио и уздизао).
У хришћанској традицији помиње се да је једне ноћи видео велику светлост и чуо глас: "Кирило, изађи одавде и пођи на Бело језеро!".
И он је заиста изашао из Симонова манастира са једним другом, и отишао у пределе белојезерске, и тамо, у густој боровој шуми, почео да се подвизава. Временом се та пустиња претворила у велику заједницу. 
Хришћани верују да је преподобни Кирил добио од Бога велику благодат, дар чудотворства,
те је болне исцељивао и многа друга чуда чинио.
Преминуо је 1429. године у деведесетој години свога овоземаљског живота.
Српска православна црква слави га 9. јуна по црквеном, а 22. јуна по грегоријанском календару.